# Jen Shyu
Jen Shyu (née à Peoria dans l'État de l'Illinois, aux États-Unis), est une chanteuse, pianiste et violoniste, connue pour avoir été la sideman du saxophoniste Steve Coleman dans plusieurs de ses projets dont « Five Elements ».
Elle se produit régulièrement dans les clubs de New York avec Mat Maneri, Steve Coleman, David Binney, Miguel Zenon...

## Biographie

### Œdipe Redux
En 2018, Mat Maneri et Lucian Ban écrivent une relecture de l'opéra Œdipe (1931) de Georges Enesco, entre musique de chambre et jazz contemporain, Œdipe Redux. La création mondiale a lieu le 5 décembre 2018 à l'Opéra de Lyon, auditorium unterground.
- Mat Maneri, alto
- Lucian Ban (en), piano
- Jen Shyu, voix
- Theo Bleckmann, voix
- Louis Sclavis, clarinette et clarinette basse
- Ralph Alessi (en), trompette
- John Hebert, contrebasse
- Tom Rainey, batterie

## Discographie

### En tant que leader
- 2002 : For Now, Jen Shyu Quartet
- 2008 : Chiuyen Music, Jen Shyu & Jade Tongue

### En tant que sideman
- 2001 : Soko Arts Festival 2001, Asian Improv Records
- 2002 : More Travels of a Zen Baptist, Lewis Jordan Quartet,
- 2002 : Thanks For Stopping By, Doug Yokoyama Quartet
- 2005 : Lucidarium, Steve Coleman & Five Elements (Label Bleu)
- 2006 : Weaving Symbolics, Steve Coleman & Five Elements (Label Bleu)
- 2009 : Generations, Miles Okazaki (Sunnyside Records)
- 2009 : Positive Catastrophe (Cuneiform Records)
- 2010 : Harvesting Semblances & Affinities, Steve Coleman & Five Elements (Pi Recordings)